# Indian Airlines
Indian Airlines (хинди इंडियन एयरलाइंस) — бывшая дочерняя авиакомпанией Air India Limited. Она базировалась в Нью-Дели и ориентировался в основном на внутренние маршруты, а также на несколько международных рейсов в соседние страны Азии. Компания образовалась во времена Британской Индии, в результате слияния восьми авиакомпаний, принадлежавших Air India Limited.
10 декабря 2005 г. авиакомпания в рекламных целях была переименована в Indian в рамках программы по обновлению своего имиджа в рамках подготовки к первичному публичному размещению акций (IPO). Авиакомпания тесно сотрудничала с Air India, национальным зарубежным перевозчиком Индии. Ранее компании также принадлежал региональный авиаперевозчик Alliance Air.
В 2007 году правительство Индии объявило о слиянии Indian Airlines с Air India Limited, с превращением первой в дочернюю компанию. В рамках процесса слияния была создана новая компания под названием National Aviation Company of India Limited (теперь именуемая Air India, в которую вошли Air India, Air India Express, Indian и Alliance Air. После завершения слияния, авиапарк авиакомпании Air India составил чем 130 самолетов. Слияние было завершено 26 февраля 2011 года.

## История

### Слияние региональных авиакомпаний
Авиакомпания была создана в соответствии с Законом об авиационных корпорациях 1953 года, с начальным капиталом в 32 миллиона индийских рупий и начала свою деятельность 1 августа 1953 года. Она была создана после того, как вступил в силу закон о национализации всех авиационных перевозчиков Индии. Две новые национальные авиакомпании должны были быть созданы по той же схеме, что и British Overseas Airways Corporation и British European Airways в Великобритании. Air India взяла на себя международные маршруты, а Indian Airlines Corporation взяла на себя региональные маршруты.
Восемь внутренних авиакомпаний, существовавших до обретения независимости, Deccan Airways, Airways India, Bharat Airways, Himalayan Aviation, Kalinga Airlines, Indian National Airways и Air Services of India и внутреннее крыло Air India, были объединены в новую национальную авиакомпанию Indian Airlines Corporation. Международные рейсы Air India Ltd. были переданы недавно созданной Air India International. Корпорация Indian Airlines получила парк из 99 самолетов, включая 74 Douglas DC-3 Dakota, 12 Vickers Viking, 3 Douglas DC-4 и другие.

### Ранние годы
В 1957 году компании были поставлены Vickers Viscount, а с 1961 года поставлялись Fokker F27 Friendship. В 1960-х годах к флоту также были добавлены самолёты Hawker Siddeley HS 748, произведенные в Индии компанией Hindustan Aeronautics Limited. Эпоха реактивных самолетов началась для IAC с появлением в 1964 году реактивного авиалайнера Sud Aviation Caravelle, а в начале 1970-х были приобретены Boeing 737-200. В апреле 1976 года были представлены первые три широкофюзеляжных самолета Airbus A300. К 1988 году, компания закупила самолеты Airbus A320-200. Процесс экономической либерализации, инициированный правительством Индии в начале 1990-х годов, положил конец доминированию Indian Airlines во внутреннем воздушном транспорте Индии.

### После либерализации
Правительство Индии либерализовало частный сектор в середине 80-х, и Indian Airlines пришлось столкнуться с жесткой конкуренцией со стороны Jet Airways, Air Sahara, East-West Airlines, Skyline NEPC и ModiLuft. Тем не менее, до 2005 года Indian Airlines была второй по величине авиакомпанией в Индии после Jet Airways, а Air Sahara контролировала 17% индийской авиационной промышленности. За это время несколько других внутренних перевозчиков, таких как East-West Airlines, Skyline NEPC и ModiLuft, прекратили работу.
Также в 1993 году другая созданная государством региональная авиакомпания под названием Vayudoot как дочерняя компания Indian Airlines, в 1997 году она была ликвидирована, а все ее маршруты и сотрудники были переданы Indian Airlines и Air India.

### Эпоха бюджетных авиаперевозчиков
С 2003 года рост недорогих внутренних конкурентов Air Deccan, SpiceJet, IndiGo, GoAir и Kingfisher Airlines заставил Indian снизить стоимость авиабилетов. Однако по состоянию на 2006 год Indian Airlines по-прежнему оставалась прибыльной авиакомпанией; в течение 2004–2005 гг. компания получила рекордную прибыль в размере 656,1 миллионов индийских рупий. Indian Airlines Limited частично принадлежала правительству Индии (51% акционерного капитала), и по состоянию на март 2007 г. насчитывала 19 300 сотрудников. Его годовой оборот вместе с оборотом дочерней компании Alliance Air составил более 40 миллиардов рупий (около 1 миллиарда долларов США). Вместе со своей дочерней компанией Alliance Air Indian Airlines ежегодно перевозила более 7,5 миллионов пассажиров.

### Слияние с Air India
26 февраля 2011 года. Indian Airlines прекратила работу под собственным брендом и кодами и завершила слияние с Air India.

## Направления
На момент слияния с Air India в феврале 2011 года, компания обслуживала следующие направления:

### Индия
Порт-Блэр, Тирупати, Вишакхапатнам, Виджаявада, Дибругарх, Гувахати, Силчар, Гая, Патна, Чандигарх, Чхаттисгарх, Райпур, Дели, Васко-да-Гама, Ахмадабад, Джамнагар, Раджкот, Джамму, Лех, Шринагар, Ранчи, Бангалор, Мангалор, Коччи, Кожикоде, Тируванантапурам, Бхопал,
Индаур, Кхаджурахо, Аурангабад, Мумбаи, Нагпур, Пуна, Импхал, Айзол, Димапур, Бхубанешвар, Амритсар, Джайпур, Джодхпур, Удайпур, Ченнаи, Коимбатур, Мадурай, Хайдарабад, Агартала, Дехрадун, Лакхнау, Варанаси, Калькутта, Багдогра

### Южная Азия
Мале, Катманду Читтагонг, Дакка, Карачи, Лахор, Коломбо

### Юго-Восточная Азия
Янгон, Куала-Лумпур, Сингапур, Бангкок

### Западная Азия
Кабул, Эль-Кувейт, Маскат, Дубай, Шарджа, Абу-Даби, Фуджейра, Рас-эль-Хайма, Доха, Манама

### Код-шеринговые партнёры
Indian Airlines имел код-шеринговые соглашения со следующими авиакомпаниями:
- Alliance Air
- GMG Airlines
- Gulf Air
- Uzbekistan Airways

## Флот
По состоянию на 2007 год компания Indian управляла парком, состоящим из самолетов семейства Airbus A320.
| Модель          | Количество | Пассажиры | Пассажиры | Пассажиры | Примечания           |
| Модель          | Количество | J         | Y         | Всего     | Примечания           |
| --------------- | ---------- | --------- | --------- | --------- | -------------------- |
| Airbus A319-100 | 6          | 14        | 106       | 120       | Использовались NACIL |
| Airbus A319-100 | 6          | 8         | 114       | 122       | Использовались NACIL |
| Airbus A319-100 | 6          | —         | 144       | 144       | Использовались NACIL |
| Airbus A320-200 | 47         | 20        | 126       | 146       |                      |
| Airbus A321-200 | 2          | 20        | 152       | 172       | В ливрее Air India   |
| Всего           | 55         |           |           |           |                      |

### Самолеты, ранее использовавшиеся компанией
| Модель                 | Количество | Начало использования | Конец использования | Примечания                      |
| ---------------------- | ---------- | -------------------- | ------------------- | ------------------------------- |
| Airbus A300B2-100      | 10         | 1976                 | 2007                |                                 |
| Airbus A300B4-200      | 4          | 1982                 | 2007                |                                 |
| Beechcraft 17          | 1          | 1953                 | 1968                |                                 |
| Beechcraft 18          | 1          | 1953                 | 1957                |                                 |
| Boeing 737-200         | 31         | 1970                 | 1999                |                                 |
| Boeing 737-200F        | 5          | 1980                 | 2008                |                                 |
| de Havilland Heron     | 8          | 1955                 | 1968                |                                 |
| Dornier 228            | 4          | 1997                 | 2007                |                                 |
| Douglas C-47 Skytrain  | 53         | 1953                 | 1978                |                                 |
| Douglas C-54 Skymaster | 6          | 1953                 | 1974                |                                 |
| Fokker F-27 Friendship | 17         | 1961                 | 1994                |                                 |
| Hawker Siddeley HS 748 | 19         | 1967                 | 1991                |                                 |
| Sud Aviation Caravelle | 12         | 1963                 | 1976                |                                 |
| Ту-154Б                | 1          | 1989                 | 1990                | В лизинге у компании Аэрофлот   |
| Ту-154Б                | 1          | 1992                 | 1993                | В лизинге у Uzbekistan Airways. |
| Vickers VC.1 Viking    | 12         | 1953                 | 1959                |                                 |
| Vickers Viscount 700   | 16         | 1957                 | 1974                |                                 |

## Ливрея
Ливрея самолета, использовавшаяся, когда компания называлась Indian Airlines, была одной из самых продолжительных в авиационной отрасли. Логотип (IA) и ливрея были разработаны Национальным институтом дизайна в Ахмадабаде. Самолеты были в основном белого цвета, а брюхо окрашено в светло-серый металлик. Над окнами по правому борту было написано «Индийские авиалинии» по-английски, а по левому — на хинди. Хвост был ярко-оранжевым, с белым логотипом. На большинстве самолетов логотип также был нанесен на двигатели поверх неокрашенного металла. Кроме того, чтобы отпраздновать 50-летие своей деятельности, авиакомпания поместила золотой слоган «50 лет полета» на многие свои самолеты.
После смены названия на Indian самолет компании приобрел новый вид, вдохновленный Храмом Солнца в Конараке. На хвосте самолета было изображено синее колесо на оранжевом фоне. На борта самолета было нанесено перевозчика «Indian», написанное на английском языке с одной стороны фюзеляжа и на хинди с другой. 15 мая 2007 года правительство Индии выпустило новую ливрею, которая была отправлена в офис Boeing в Сиэтле для перекраски всего нового флота, поступающего в объединённую Air India. Впоследствии, большинство самолетов были перекрашены в эту же ливрею.

## Обслуживание
Indian эксплуатировала ближнемагистральные самолеты семейства Airbus A320. В них чаще всего было предусмотрено 2 класса, эконом  и бизнес-класс. Эконом-класс имел типичную для самолетах Airbus компоновку 3-3 места. Пассажирам предлагалось бесплатное питание. Компоновка сидений представительского класса была 2–2 с большим наклоном спинки. Подаваемые блюда были более роскошными.

## Авиакатастрофы и происшествия
- 15 ноября 1961 года Vickers Viscount с номером VT-DIH был поврежден и не подлежал ремонту, после того, как второй пилот преждевременно убрал шасси во время посадки в аэропорту Ратмалана, Коломбо, Цейлон[14].
- 11 сентября 1963 года Vickers Viscount с номером VT-DIO потерпел крушение в 51 км к югу от Агры, в результате чего погибли все 18 человек, находившиеся на борту[15].
- 18 февраля 1969 года Douglas DC-3 с номером VT-CJH, выполнявший регулярный пассажирский рейс, потерпел крушение при взлете из аэропорта Джайпур-Санганер. Самолет был перегружен и взлет был либо по ветру, либо при боковом ветре. Все 30 человек находившиеся на борту выжили[16].
- 21 апреля 1969 года самолёт Fokker F27 Friendship разбился во время грозы при пересечении воздушного пространства Восточного Пакистана (совр. Бангладеш) на пути из Агарталы в Калькутту, в результате чего погибли все 44 человека, находившиеся на борту[17].
- 29 августа 1970 года Fokker F27 вскоре после взлета врезался в горы неподалеку от Силчара, в результате чего погибли пять членов экипажа и 34 пассажира.
- 30 января 1971 года самолёт Fokker F27, выполнявший регулярный рейс из Сринагара в Джамму, был угнан в Лахор Ашрафом и Хашимом Куреши, двумя кашмирскими террористами. Пассажиры были возвращены в Индию 2 февраля, но угонщики уничтожили самолет. Индия и Пакистан, обвиняя разведывательные службы друг друга, запретили полеты между странами до 1976 года.
- 9 августа 1971 года Vickers Viscount с номером VT-DIX был поврежден и не подлежал ремонту, после того, как пролетел над взлетно-посадочной полосой в аэропорту Джайпура. Самолет приземлился с попутным ветром на мокрую взлетно-посадочную полосу[18].
- 9 декабря 1971 года самолёт Hawker Siddeley HS 748, следовавший из Чиннаманура в Мадурай, врезался в горы примерно в 80 км от аэропорта, в результате чего погибли четыре члена экипажа и все 17 пассажиров. Авария произошла в условиях ограниченной видимости в светлое время суток[19][20][21].
- 11 августа 1972 года Fokker F27 потерял высоту и разбился после прерывания посадки в аэропорту Нью-Дели. Четыре члена экипажа и 14 пассажиров погибли.
- 15 марта 1973 года самолет HAL 748-224 Series 2 с номером VT-EAU разбился недалеко от аэропорта Бегумпет во время тренировочного полета, в результате чего погибли все три члена экипажа, находившиеся на борту и один человек на земле. Пилоты были пьяны.
- 31 мая 1973 года Boeing 737 с номером VT-EAM, разбился и сгорел во время посадки в Нью-Дели, в результате чего погибли пять из семи членов экипажа и 43 из 58 пассажиров.
- 12 октября 1976 года у самолёта Sud Aviation SE 210 Caravelle загорелся правый двигатель вскоре после взлета из аэропорта Бомбея. Экипаж попытался вернуться, но подача топлива в двигатель не была остановлена. Когда огонь распространился по фюзеляжу и вышла из строя гидравлическая система, отказала система управления самолетом. Все шесть членов экипажа и 89 пассажиров погибли.
- 17 декабря 1978 года Boeing 737-2A8 с номером VT-EAL соскользнул с взлетно-посадочной полосы в аэропорту Бегумпет после посадки с поднятыми колесами, в результате чего погиб один из 132 человек на борту и еще три человека на земле[22].
- 4 августа 1979 года самолет HAL 748-224 Series 2 с номером VT-DXJ приближался к аэропорту Бомбея ночью и в плохую погоду, когда он врезался в горы примерно в 9,7 км от аэропорта, в результате чего погибли четыре члена экипажа и 41 пассажир.
- 19 августа 1981 года самолет HAL 748 с номером VT-DXF пролетел мимо взлетно-посадочной полосы длиной 1763 м в аэропорту Мангалор в дождливую погоду. Самолет остановился сразу за краем взлетно-посадочной полосы. В катастрофе никто не погиб, однако самолет не подлежал ремонту и был списан. Одним из пассажиров на борту был Вираппа Мойли, тогдашний министр финансов штата Карнатака[23].
- 24 августа 1984 года семь молодых угонщиков потребовали, чтобы реактивный лайнер Indian Airlines, выполнявший внутренний рейс из Дели в Сринагар со 100 пассажирами на борту, летел в США. Самолет перелетел в Лахор, Карачи и, наконец, в Дубай, где министр обороны ОАЭ договорился об освобождении пассажиров. Этот захват был связан с сепаратизмом в индийском штате Пенджаб. Впоследствии угонщики были экстрадированы властями ОАЭ в Индию[24][25][26].
- 29 сентября 1986 года Airbus A300B2-1C с номером VT-ELV выехал за пределы взлетно-посадочной полосы в международном аэропорту Ченнаи во время прерванного взлёта из-за столкновения с птицей. Никто из 196 человек на борту не пострадал, но самолет был поврежден и не подлежал ремонту[27].
- 19 октября 1988 года Боинг 737 с номером VT-EAH, врезался в электрическую мачту на расстоянии 8 км от Ахмедабада в условиях плохой видимости, в результате чего погибли шесть членов экипажа и все, из 129 пассажиров выжило только двое[28].
- 14 февраля 1990 года самолёт Airbus A320 потерпел крушение при заходе на посадку в аэропорту Бангалора. 92 человека, находившиеся на борту погибли, 54 выжили[29].
- 16 августа 1991 года Boeing 737 с номером VT-EFL разбился при снижении в Импхале, в результате чего погибли все 69 пассажиров. Самолет, выполнявший рейс Калькутта—Импхал, врезался в холмы Танцзин на расстоянии около 40 км к юго-западу от аэропорта Импхал. Самолет вылетел из Калькутты и начал снижение в аэропорту Импхала, при этом видимость в то время составляла семь километров. Однако самолет потерял связь с аэропортом, и совершал посадку по приборам. Поисково-спасательным работам мешали плохие погодные условия и слякотная местность. Вероятной причиной аварии была названа к «ошибка со стороны командира воздушного судна во время полета.»[30]
- 26 апреля 1993 года Boeing 737 с номером VT-ECQ начал взлет с взлетно-посадочной полосы 09 Аурангабада в жаркую и влажную погоду. После взлета почти в конце взлётно-посадочной полосы он сильно столкнулся с грузовиком на шоссе в конце взлетно-посадочной полосы. Левая основная опора шасси, нижний кожух левого двигателя и реверс тяги ударились о левую сторону грузовика на высоте двух от уровня дороги. После этого самолет врезался в электрические провода высокого напряжения примерно в 3 км к северо-востоку от взлетно-посадочной полосы и упал на землю, в результате чего 63 человека получили травмы и 55 человек погибли.
- 15 ноября 1993 года Airbus A300 с номером VT-EDV совершил уход на второй круг в аэропорту Бегумпет в Хайдарабаде из-за плохой видимости, но закрылки не убирались. После попытки решить проблему во время полета в окрестностях Хайдарабада экипаж в конечном итоге направил самолет в Ченнаи. Задержка с отклонением от курса и необходимость лететь медленнее из-за выпущенных закрылков привели к тому, что у самолета в пути закончилось топливо. Самолет совершил вынужденную посадку на рисовом поле и не подлежал ремонту. Все 262 человека на борту выжили[31].
- 24 декабря 1999 года самолёт Airbus A300B2-101 с номером VT-EDW, следовавший из Катманду в Дели, был угнан практически сразу после взлета. Самолет облетел разные точки субконтинента и Ближнего Востока. В конце концов он приземлился в Кандагаре, где правительство Индии и Талибан вели переговоры. Один пассажир погиб, некоторых отпустили. 31 декабря 1999 года остальные заложники были освобождены в обмен на освобождение Муштака Ахмеда Заргара, Ахмеда Омара Саида Шейха и Мауланы Масуда Ажара из индийских тюрем[32]. Самолеты Indian Airlines с 1971 по 1999 год подвергались угону 16 раз.

## Финансы
Ниже приведена диаграмма тенденции прибыльности Indian Airlines, опубликованная в годовом отчете Министерства гражданской авиации за 2004 год, с цифрами в миллионах индийских рупий.
| Год  | Доход       | Операционная прибыль |
| ---- | ----------- | -------------------- |
| 2002 | 41,015 млн. | 1,347 млн.           |
| 2003 | 46,498 млн. | 1,251 млн.           |